# Wienerberger
Wienerberger AG er en østrigsk multinational producent af byggematerialer. Virksomheden fremstiller primært byggematerialer i tegl, og det er verdens største producent af mursten. Foruden mursten fremstilles tagsten, facadesten, belægningssten, keramiske rør og plastikrør. Wienerberger har over 200 produktionssteder fordelt på 28 lande. Omsætningen var i 2022 på 4,977 mia. euro, og der var 19,078 ansatte. Hovedkvarteret er i Wien, hvor virksomheden er børsnoteret på Wiener Börse.

## Historie
Wienerberger blev etableret i 1819 i Wien af Alois Miesbach (1791–1857), og virksomheden har siden 1869 været handlet på Wiener Börse. I 1986 begyndte virksomheden sin vækst fra en lokal virksomhed til at blive en af verdens største indenfor mursten.